# Олейник, Захарий Фёдорович
Захарий Фёдорович Олейник (21 февраля 1905, Софиевка, Екатеринославская губерния — 16 октября 1951, Москва) — советский государственный деятель.

## Биография
Родился 21 февраля 1905 года в селе Софиевка.
В 1924 году окончил сельскохозяйственную профессиональную школу, в 1930 году — Харьковский сельскохозяйственный институт. Работал агротехником, старшим агрономом в совхозе в Днепропетровской области, позднее стал техническим директором совхоза имени Ф. Э. Дзержинского Киевской области Украинской ССР. В 1939—1941 годах работал главным агрономом Киевского областного земельного отдела.
В 1941 году избран первым заместителем председателя Киевского облисполкома. Во время оккупации Киевской области находился при военном совете Юго-Западного фронта. Во время битвы за Днепр полковник Олейник был членом военного совета 38-й армии. После освобождения Киева в ноябре 1943 года был избран председателем Киевского облисполкома. С марта 1947 года занимал должность заместителя председателя Президиума Верховного Совета Украинской ССР, одновременно избирался членом ЦК КП(б) Украины. Избирался депутатом Верховного Совета СССР 2-го и 3-го созывов.
В 1949 году Никита Хрущёв был переведён с Украины в Москву, став одновременно секретарем ЦК ВКП(б) и первым секретарём Московского обкома и горкома ВКП(б). Он тут же перевёл в своё подчинение ряд деятелей, работавших ранее с ним на Украине. Среди них был и Захар Олейник, в мае 1950 года переведённый на работу в Москву и ставший вторым секретарём Московского обкома ВКП(б). Окончил курсы переподготовки при ЦК ВКП(б).
Умер 16 октября 1951 года, похоронен на Новодевичьем кладбище Москвы.

## Награды
- Дважды орден Ленина (1943; 23.01.1948);
- Орден Отечественной войны I степени (1945);
- Орден Трудового Красного Знамени (07.02.1939);
- Медали[1].